# Omomys
L'omomio (gen. Omomys) è un primate estinto, appartenente ai tarsiformi. Visse nell'Eocene medio (circa 46 - 41 milioni di anni fa) e i suoi resti fossili sono stati ritrovati in Nordamerica.

## Descrizione
Questo animale doveva essere di piccole dimensioni, e il peso era probabilmente compreso tra i 170 e i 290 grammi (Payseur et al., 1999). L'aspetto doveva essere vagamente simile a quello degli odierni tarsi, o forse a quello dei lemuri chirogaleidi. Recenti ritrovamenti di resti postcranici indicano che Omomys possedeva ossa del piede particolarmente allungate, e un femore lungo, snello e dritto. Il femore era dotato di una testa cilindrica e di un'espansione della superficie articolare sul collo corto e robusto.
Il cranio di Omomys era dotato di orbite grandi e poste in posizione leggermente laterale; il muso era più allungato rispetto a quello di altre forme simili nordamericane, come Shoshonius e Tetonius. La dentatura di Omomys si differenziava da quella di altri animali simili per la struttura dei molari superiori (con periconi ben sviluppati e ipoconi ben distinti) e per il terzo premolare inferiore alto e ben sviluppato.

## Classificazione
Il genere Omomys fu il primo tarsiforme e il primo primate ad essere descritto in Nordamerica, da Joseph Leidy nel 1869. La specie tipo è O. carteri, rinvenuta in vari stati americani (California, Colorado, Texas, Utah, Wyoming). Un'altra specie, O. lloydi, è stata descritta da Gazin nel 1958. 
Omomys dà il nome alla famiglia Omomyidae, un gruppo di primati simili a tarsi diffusi in Nordamerica e in Europa nel corso dell'Eocene. Omomys appartiene alla sottofamiglia Omomyinae, tipicamente nordamericana, e si ritiene che il suo scheletro fosse meno specializzato di omomidi europei quali Nannopithex e Necrolemur (Anemone e Covert, 2000). 

## Paleobiologia
Omomys doveva essere un animale arboricolo che si nutriva di insetti e frutta. La morfologia dello scheletro richiama quella degli attuali chirogaleidi, ai quali doveva assomigliare soprattutto nel modo di correre e di saltare. Le grandi orbite suggeriscono un'attività principalmente notturna. 